# Joseph Willems

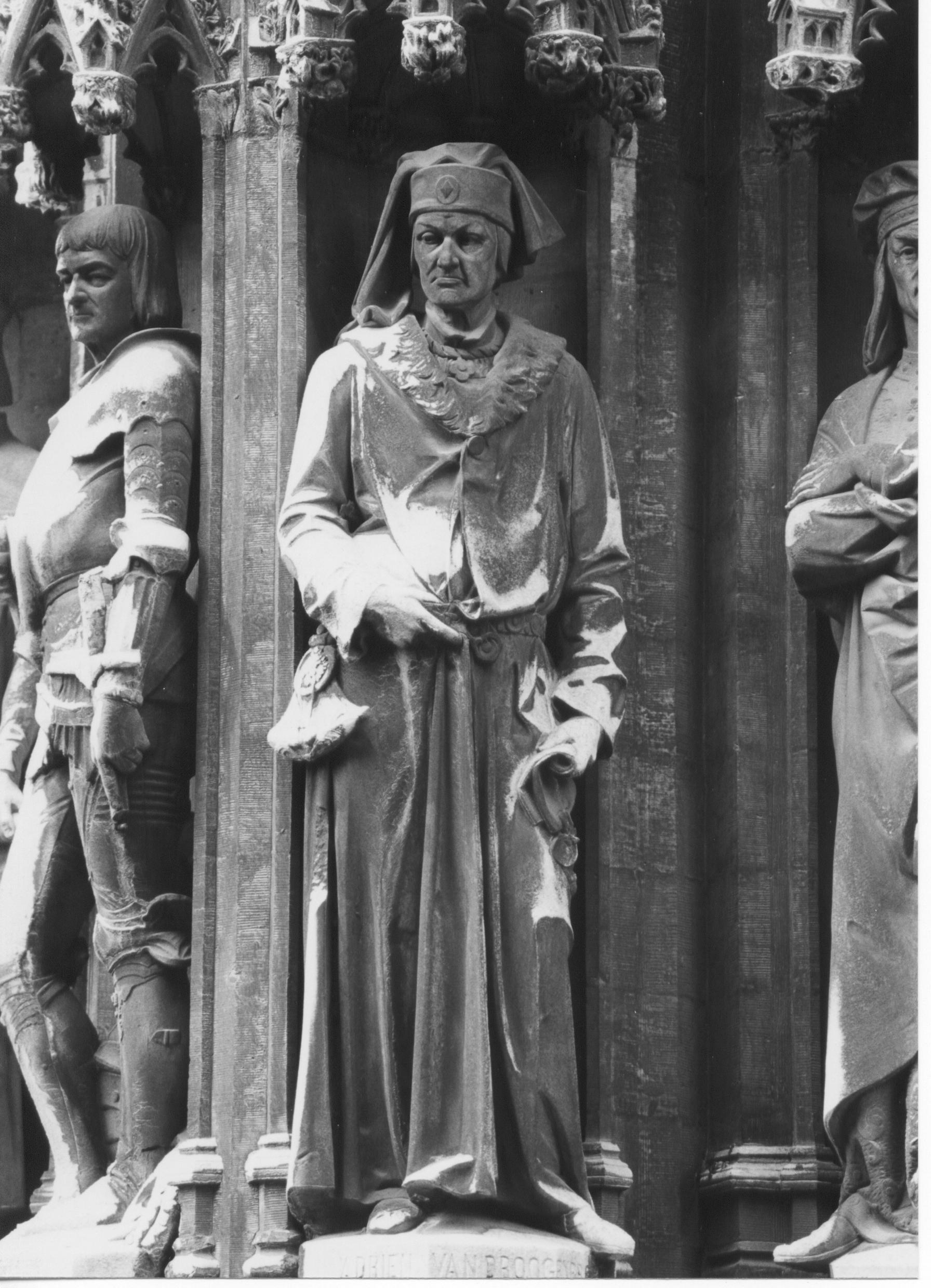
v.l.n.r. Jan van Cotthem en Adriaan van Droogenbroeck (beide door Joseph Willems) en Jan van der Meeren (door Edmond Lefever), beelden voor het stadhuis van Brussel.

Josephus (Joseph/Jef) Willems (Antwerpen, 7 mei 1845 – Muizen, november 1910) was een Belgisch beeldhouwer.

## Leven en werk
Joseph of Jef Willems was een zoon van schrijnwerker Joannes Josephus Franciscus Willems en Maria Theresia Vanturnhout. Willems werd opgeleid aan de Koninklijke Academie voor Beeldende Kunsten van Mechelen (1864-1867), als leerling van Joseph Tuerlinckx. In 1867 behaalde hij een eerste prijs en eremedaille op een door de Vereniging voor Schone Kunsten van Antwerpen uitgeschreven wedstrijd met zijn werk Ruth naoogstend op de akker van Booz. In oktober 1869 werd hij als leerling ingeschreven aan de École des beaux-arts in Parijs, op aanbeveling van prof. Pierre-Jules Cavelier. Willems trouwde in 1881 met Joanna Maria Emilia Claes, daarbij traden als getuigen op beeldhouwer Gerard Van der Linden en kunstschilder Louis De Taeye, beiden verbonden aan de Leuvense academie.
Van 1872 tot 1910 gaf Joseph Willems les aan de Mechelse academie. Tot zijn leerlingen behoorden Willy Geets, Boudewijn Tuerlinckx, Henri Van Perck en Frans Wouters. Hij was daarnaast voorzitter van de Kring voor Oudheidkunde, Letteren en Kunst van Mechelen. In 1891 publiceerde hij in het kringblad het artikel Les bronzes d'art fondus à la "cire perdue" over bronsgieten met behulp van de verlorenwasmethode.
Als beeldhouwer maakte Willems allegorische voorstellingen, bouwbeeldhouwwerk, bustes, grafmonumenten en kinderfiguren. Hij werd meerdere keren onderscheiden voor zijn werk; hij won een medaille in Londen (1884), een zilveren medaille in Port Adelaïde (1887), goud in Melbourne (1888) en medailles in Chigago (1893) en Bordeaux (1895). In Berlijn (1891) won hij een gouden medaille voor Job op de mesthoop. Het beeld werd een jaar later in brons gegoten bij de Compagnie des Bronzes en geplaatst bij het Onze-Lieve-Vrouweziekenhuis in Mechelen. In Nederland toonde hij zijn werk onder meer tijdens de tentoonstelling van Levende Meesters in het Rijksmuseum Amsterdam (1886) en de Internationale tentoonstelling in Maastricht (1906).
Joseph Willems verdronk op 65-jarige leeftijd tijdens een wandeling langs het kanaal in Muizen, mogelijk verrast door de weersomstandigheden.

## Enkele werken
- 1870: twee timpanen voor het Vlaams Theater in Antwerpen.
- 1875: beeld van Sint Rombout voor de reliekschrijn in de Sint-Romboutskathedraal in Mechelen.
- 1877: Rechtvaardigheid, voor het Justitiepaleis in Doornik.
- 1877: grafmonument voor auteur Anton Bergmann (1834-1874), op het Begraafpark Mechelsepoort in Lier.[8]
- 1884: Rechtvaardigheid of Vrouwe Justitia, voor het Gerechtshof in Mechelen.
- 1886: buste van prof. Van Beneden voor de trouwzaal van het stadhuis van Mechelen.
- 1887: beelden van Jan van Cotthem en Adriaan van Droogenbroeck voor het stadhuis van Brussel.[9]
- 1892: Job op de mesthoop voor het Stedelijk Onze-Lieve-Vrouweziekenhuis in Mechelen. Het beeld werd in 2021 geplaatst bij de Onze-Lieve-Vrouw-over-de-Dijlekerk.[10] en is later herplaatst bij het AZ Sint-Maarten.[11]
- 1899: standbeeld van Cargéu in Severin (Roemenië).
- 1910: marmeren buste van Victor Hermans (1820-1912), stadsarchivaris van Mechelen.

## Fotogalerij

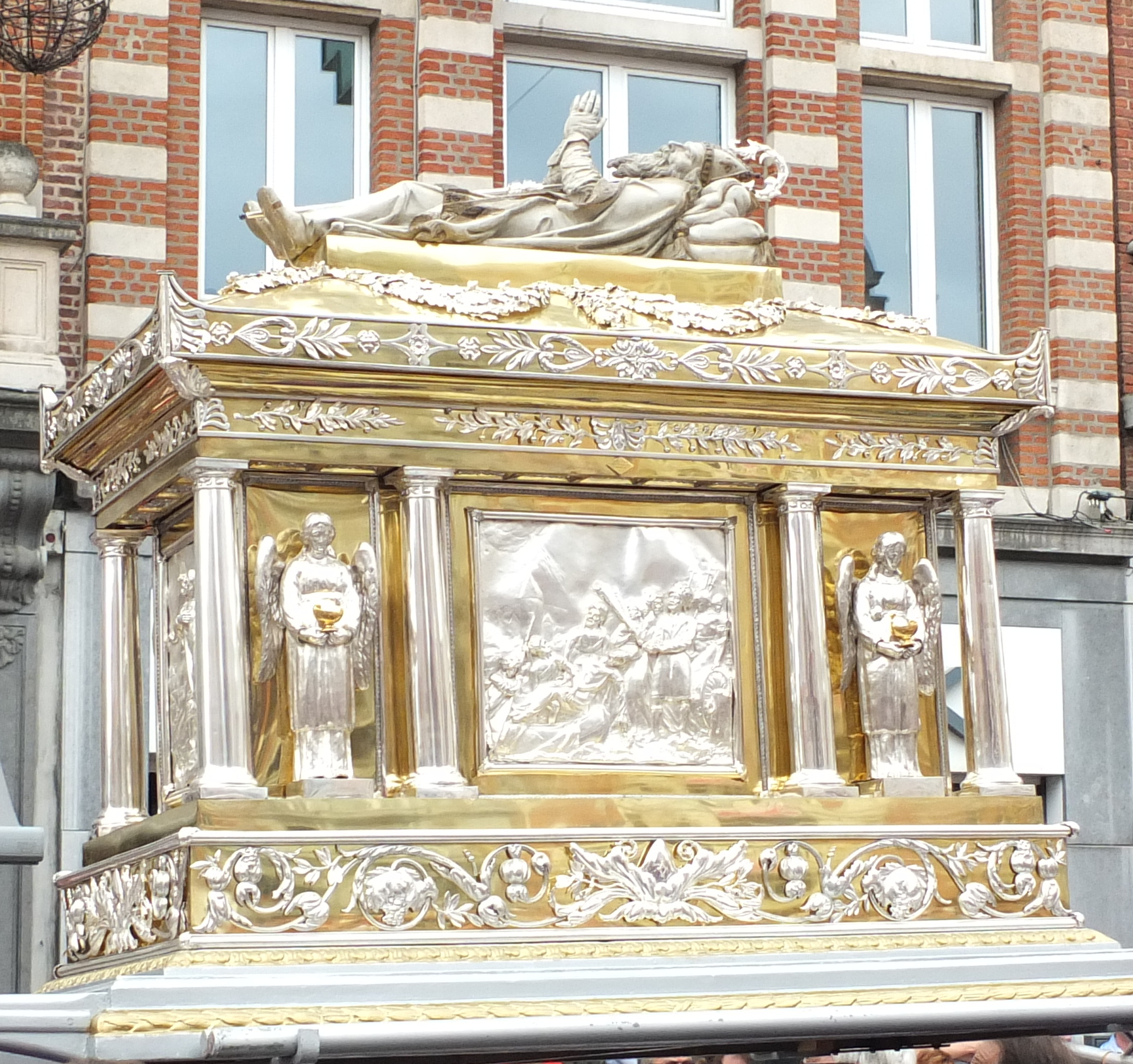
Sint-Rombout (1875)
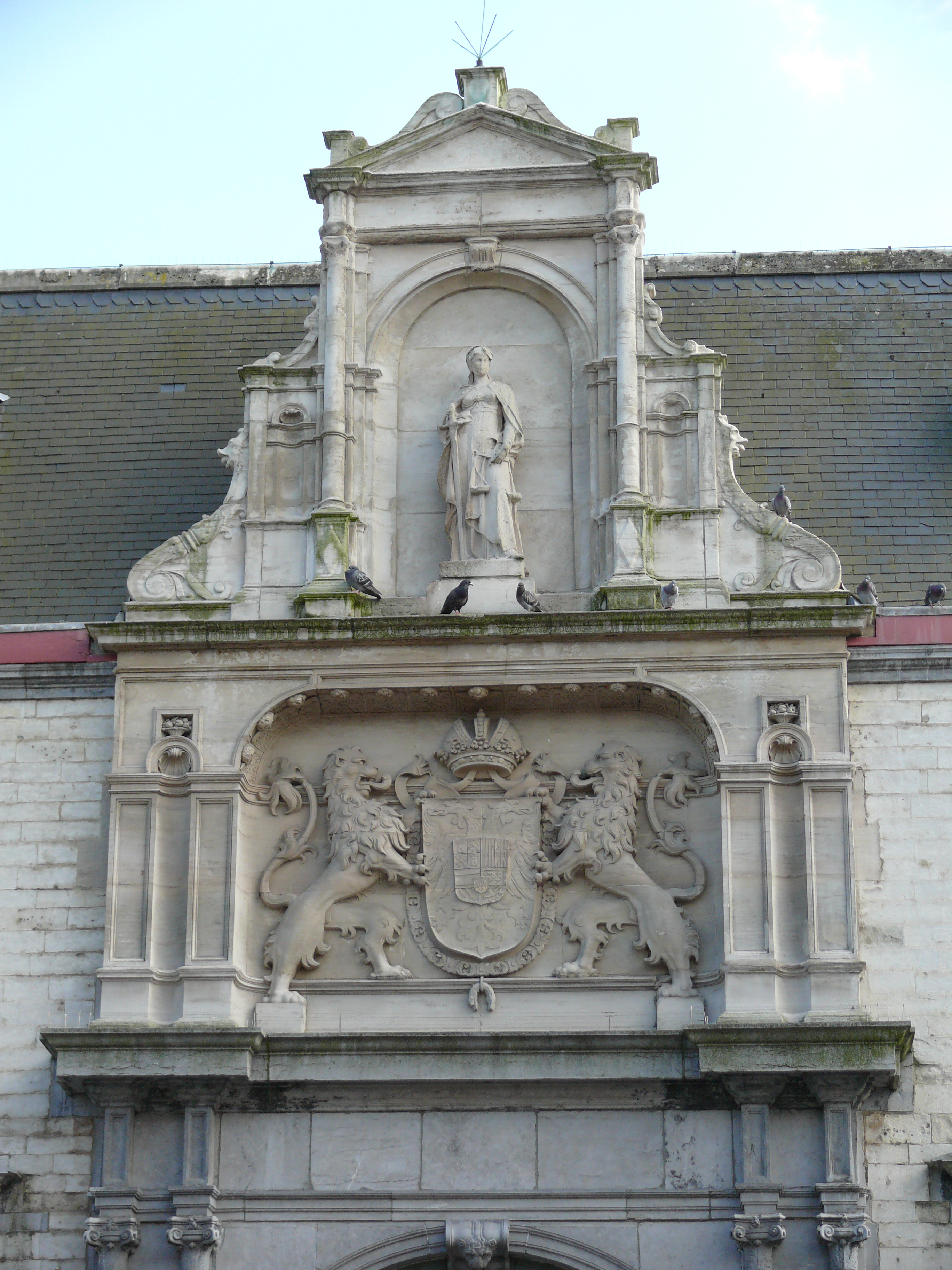
Vrouwe Justitia (1884)